# Table des caractères Unicode/U1380
Cette page contient des caractères spéciaux ou non latins. S’ils s’affichent mal (▯, ?, etc.), consultez la page d’aide Unicode.
Table des caractères Unicode U+1380 à U+139F.

## Supplément éthiopien(Unicode 4.1)
Caractères supplémentaires utilisés pour l’écriture éthiopienne guèze : syllabes supplémentaires pour transcrire la langue gouraguée du sebatbeit (ligne U+138n) et accents de ton musicaux (normalement mis en forme sur plusieurs lignes de partition ; U+1399 est également un ancien chiffre 10).

### Table des caractères
| en fr  | 0 | 1 | 2 | 3 | 4 | 5 | 6 | 7 | 8 | 9 | A | B | C | D | E | F |
| ------ | - | - | - | - | - | - | - | - | - | - | - | - | - | - | - | - |
| U+1380 | ᎀ | ᎁ | ᎂ | ᎃ | ᎄ | ᎅ | ᎆ | ᎇ | ᎈ | ᎉ | ᎊ | ᎋ | ᎌ | ᎍ | ᎎ | ᎏ |
| U+1390 | ᎐ | ᎑ | ᎒ | ᎓ | ᎔ | ᎕ | ᎖ | ᎗ | ᎘ | ᎙ |   |   |   |   |   |   |